# Cyclosa tuberascens
Cyclosa tuberascens là một loài nhện trong họ Araneidae.
Loài này thuộc chi Cyclosa. Cyclosa tuberascens được Eugène Simon miêu tả năm 1906.